# Burg Šomoška
Die Burg Šomoška (slowakisch Hrad Šomoška, ungarisch Somoskői vár) ist die Ruine einer Höhenburg in der Südslowakei, direkt an der slowakisch-ungarischen Grenze. Die Burg trägt zwar den Namen des am Fuß des Burghügels liegenden ungarischen Ortes Somoskő (Teil der Stadt Salgótarján), liegt aber wenige Meter jenseits der Grenze auf der slowakischen Seite. Sie liegt im Bergland Cerová vrchovina auf einem Basalthügel, ungefähr 40 Gehminuten östlich der Gemeinde Šiatorská Bukovinka im Okres Lučenec entfernt. Der Burghügel ist mit dem sogenannten „Steinwasserfall“, der aus sechseckigen Basaltsäulen besteht, Gegenstand des Naturschutzes.

## Baugeschichte

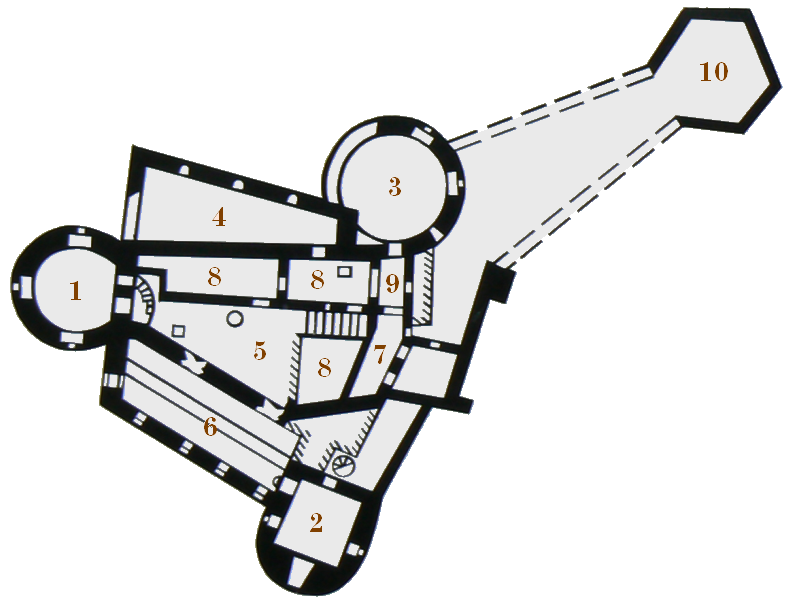
Das Burgareal
1 – Westliche Kanonenbastion
2 – Südliche Kanonenbastion
3 – Barbakane
4 – Nördlicher Verteidigungskorridor
5 – Vorhof der oberen Burg mit Wasserbehältern
6 – Südlicher Verteidigungskorridor
7 – Gotischer Burgpalast
8 – Gebäude
9 – Tor zur oberen Burg
10 – Vieleckige Bastion

Die ursprüngliche Burg war aus einem kleinen dreieckigen, von den Wällen geschlossenen Vorhof sowie dem anschließenden Burgpalast selbst und einigen Wirtschaftsgebäuden zusammengesetzt. Als es im 15. Jahrhundert zur Verbreitung von Kanonen kam, wurde diese Anlage um die südliche hufeisenförmige Bastion, die westliche walzförmige Bastion sowie um die nördlich gelegene Barbakane erweitert. Während der Aufstände des 17. Jahrhunderts wurden die Wohnräume vergrößert und die Doppelmauern beim Tor ergänzt. Die letzte Ergänzung war wohl die nach Nordosten herausragende mehreckige Kanonenbastion. Das verwendete Baumaterial ist stets der örtliche Basalt, eine Besonderheit in der Slowakei.

## Geschichte

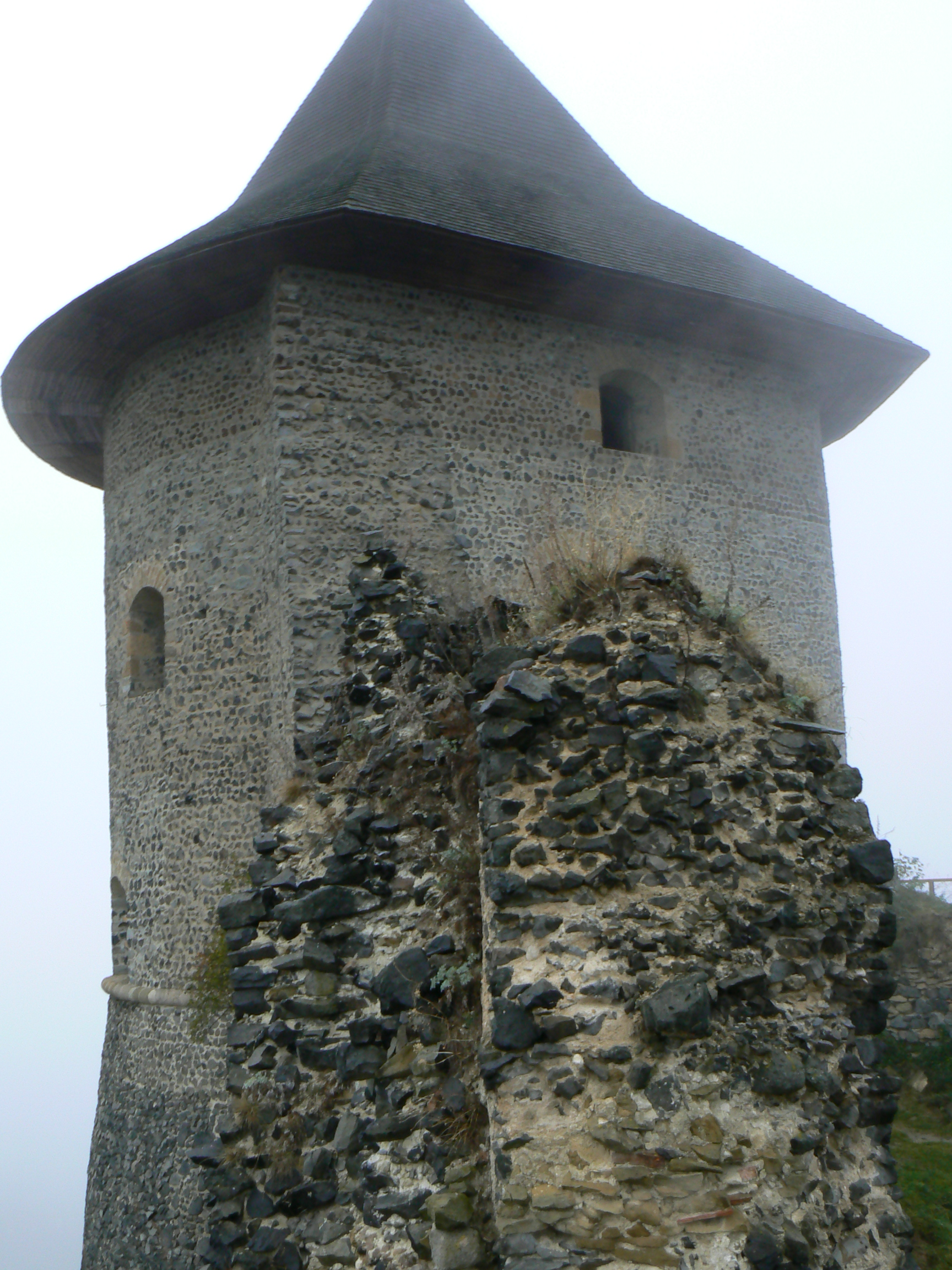
Detailaufnahme der westlichen Bastion

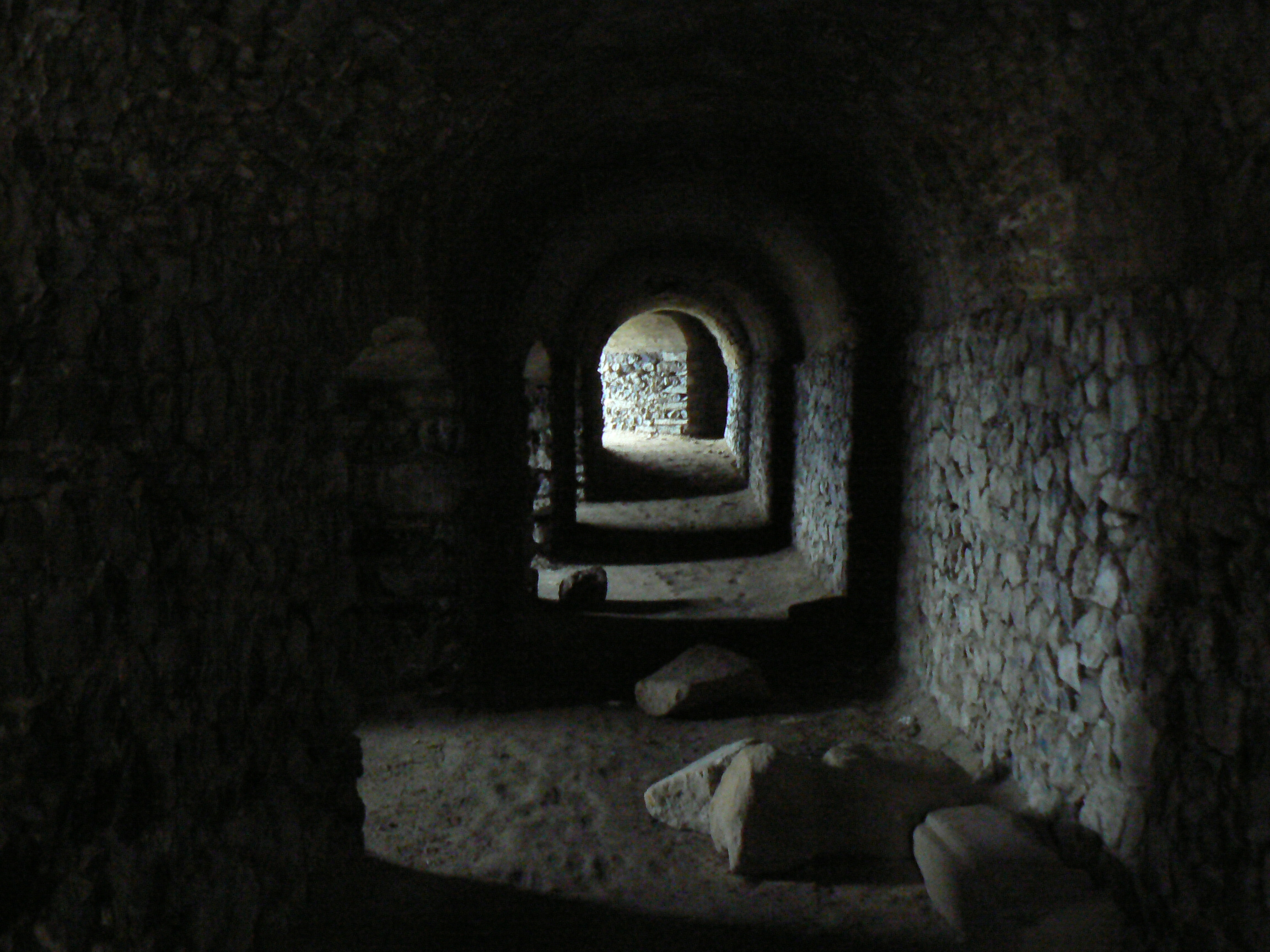
Südlicher Verteidigungskorridor

Die Burg entstand Ende des 13. Jahrhunderts als eine von mehreren neuen Befestigungsanlagen des Königreichs Ungarn nach dem verheerenden Mongoleneinfall im Jahr 1241. Gebaut wurde die Burg wahrscheinlich auf Anordnung eines gewissen Illés (einige Quellen geben das Jahr 1291 an) aus dem Geschlecht Kacsics, das auch weitere Burgen in der Gespanschaft Nógrád baute. Schon einige Jahre nach dem Bau schlossen sich die Besitzer dem Oligarchen Matthäus Csák an, der gegen die ungarischen Könige kämpfte (→ Ungarische Kleinkönigtümer). Schließlich nutzten die Oligarchen die Burg, um Angriffe auf königliche Anhänger zu unternehmen. Nach der Konsolidierung der Zentralmacht unter Karl I. nahm 1323 der König dem Geschlecht Kacsics den Besitz ab und teilte ihn dem treuen Anhänger Tamás Szécsényi zu. Im selben Jahr wird die Burg als castrum Somoskw verzeichnet.
Zu dieser Zeit war die Burg eines der Zentren des regionalen Gesellschaftslebens, dennoch hat sich das Geschlecht hoch verschuldet, sodass 1455 Ladislaus Szécsényi die Burg an den Landverwalter Mihály Országh und 1461 an den Ehemann seiner Tochter Hedviga, Albert Lossonczy, verpfänden musste. Im selben Jahr starb das Geschlecht Szécsényi aus und 1481 gelangte die Burg zum bereits erwähnten Geschlecht Lossonczy.
Nach der Eroberung der Hauptstadt Buda durch das Osmanische Reich im Jahr 1541 nahm die Gefahr der türkischen Angriffe deutlich zu. Das letzte männliche Mitglied des Geschlechts Lossonczy, István, wurde 1552 während der Verteidigung von Temeschburg gefangen genommen und kurz danach hingerichtet. Istváns Antrag zufolge erbte seine Tochter Anna die Burg. 1554 eroberten jedoch die Türken die nahen Burgen Fülek und Salgó, somit war die Burg Somoskő mit ihrer Lage im türkischen Territorium eingeschlossen. Trotz mehrerer Angriffe wurde die Burg in den nächsten 22 Jahren nicht eingenommen, die aus 50 Fußsoldaten, 40 Husaren und 10 Kanonieren zusammengesetzte Besatzung konnte sogar die Verbindung mit der Burg Fülek (damals Sitz eines Sandschaks) stören. 1576 eroberte ein Heer unter dem Bey von Fülek fast kampflos die Burg; die Besatzung floh nach Eger. 1593 wurde die Burg von einem ungarischen Heer kampflos eingenommen, nachdem die Türken bei Burg Fülek geschlagen wurden. Kurz danach starb die Besitzerin Anna und die Burg kam in Besitz des Geschlechts Forgách.
Trotz der Befreiung von den Türken war der Frieden noch weit entfernt. 1605 nahmen die anti-habsburgischen Aufständischen von Stephan Bocskay die Burg, sie kam aber 1606 nach dem Wiener Frieden zum König zurück. Das Gleiche wiederholte sich im Jahr 1619 mit der Besetzung durch Gabriel Bethlens Truppen; diese wurde durch den Frieden von Nikolsburg rückgängig gemacht. Wegen der Bedeutung als Vorburg für die Burg Fülek ordnete der Landtag in den Jahren 1608, 1618–19 und 1648 Wiederherstellung und Stärkung der beschädigten Burg an; so wurde eine Doppelmauer beim gotischen Tor sowie eine Kanonenbastion errichtet. Trotz dieser Baumaßnahmen war aber die Kampffähigkeit durch Wassermangel begrenzt. 1703 ergab sich die Besatzung den Aufständischen von Franz II. Rákóczi; nach der Niederschlagung des Aufstands verlor das Geschlecht Forgách im Jahr 1709 die Burg. Per Verordnung des Königs sollte die Burg abgerissen werden; der Pächter Ráday ließ aber nur Teile des Dachs verbrennen.
1826 brannte die Burg nach einem Blitzschlag nieder; seither war sie im Wesentlichen nur eine Baumaterial-Quelle für die Anwohner. Dem Vertrag von Trianon zufolge kam die Burg zur Tschechoslowakei, dennoch blieb das Gebiet mit den Gemeinden Somoskő und Somoskőújfalu umstritten. 1924 kamen die beiden Orte wieder zu Ungarn, die Burg mit ihrem Basaltsteinbruch blieb aber bei der Tschechoslowakei (bzw. heute Slowakei). Einzig in den Jahren 1938–45 gehörte die Burg nach dem Ersten Wiener Schiedsspruch kurzzeitig wieder zu Ungarn. Die Burganlage wurde erst in den 1970er Jahren teilweise saniert.

## Ungewöhnliche Basaltstrukturen

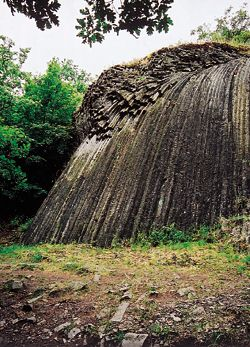
Steinwasserfall aus Basaltsäulen

Aus Lava entstandene Basaltsäulen am Burghügel haben die Form eines Wasserfalles.